# Hangman’s Elm

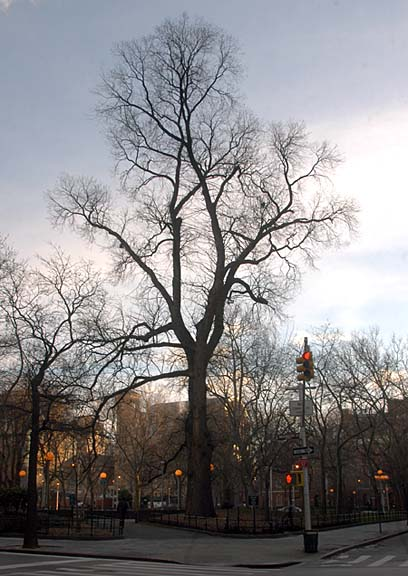
Hangman's Elm (2007)

Hangman’s Elm, oder einfach „The Hanging Tree“, ist eine Englische Ulme, die sich an der Nordwestecke des Washington Square Park in New York City befindet. Sie ist 131,2 Fuß (40 m) hoch und hat einen Durchmesser von 70 Inches (1,77 m).
Im Jahre 1989 bestimmte die New York City Department of Parks and Recreation das Alter der Englischen Ulme mit 310 Jahren, was sie zum ältesten bekannten Baum in Manhattan macht. Die Ulme hat die anderen historischen Bäume überdauert: den Birnbaum Peter Stuyvesant an der Nordostecke von 13. Straße und Third Avenue und den großen Tulpenbaum bei Shorakapkok auf den Washington Heights.
Ob an diesem Ort wirklich Erhängungen stattfanden, wie es der Name gründend auf Überlieferungen nahelegt, oder nicht, steht noch zur Diskussion. Laut einer Legende wurden Verräter während des Amerikanischen Unabhängigkeitskrieges an diesem Ort erhängt. Später hat angeblich der Marquis de Lafayette die feierliche Erhängung von 20 Straßenräubern hier im Jahre 1824 bezeugt. Rose Butler, die hier im Jahre 1820 erhängt wurde, war die letzte Person im Staate New York, die wegen Brandstiftung erhängt wurde. Der berüchtigte Ast, an dem die Erhängungen vollzogen worden sein sollen, wurde 1992 durch die Parkverwaltung entfernt.
Doch andere Historiker einschließlich Luther S. Harris, Autor von Around Washington Square: An Illustrated History of Greenwich Village, sind der Ansicht, dass der Name eine irrtümliche Bezeichnung ist und dass keine Erhängungen an diesem Baum stattgefunden haben. Öffentliche Hinrichtungen wurden an Galgen vor Ort vollzogen, was für Verwirrung gesorgt hat.